# Azaleatyna
Azaleatyna – organiczny związek chemiczny należący do grupy O-metylowanych flawonoli, będących podgrupą flawonoidów.

## Występowanie
Pierwszy raz została wyizolowana w roku 1956 z kwiatów rózanecznika ostrokończystego i od tego czasu została wykryta w 44 gatunkach różaneczników, w ołowniku uszkowatym, orzeszniku jadalnym i liściach drzew z rodzaju Eucryphia.

## Glikozydy
3-O-α-L-ramnozydem azaleatyny jest azaleina.